# Zofia Poznańska
Zofia Poznańska, également connue sous le nom de Zosia, Zosha ou Sophia (8 juin 1906 – 28 septembre 1942) est une résistante polonaise membre du groupe communiste l'Orchestre rouge,.

## Biographie
Zofia Poznańska est née à Łódź dans le royaume du Congrès faisant lors partie de l'Empire russe, dans la famille juive prospère de Mosze Poznański et Hana Basz. Elle grandit à Kalisz, après que la Pologne eut retrouvé son indépendance en 1918. Dans sa jeunesse, elle est membre du mouvement de juif laïc de gauche socialiste-sioniste Hashomer Hatzair. En 1925, alors qu'elle a 19 ans, Zofia Poznańska émigre en Palestine pour vivre et travailler au kibboutz Mishmar-Haémek, posant du gravier pour créer des routes. Après avoir été déçue par le kibboutz et avoir lutté pour concilier sa vision socialiste-sioniste avec le déplacement des agriculteurs arabes, dont les terres étaient achetées, Poznańska part pour Tel-Aviv. Elle y rencontre Léopold Trepper et rejoint sa cellule communiste, le mouvement Ihud. En 1927, Zofia Poznańska rejoint le Parti communiste palestinien.
Elle retourne quelque en Pologne en apprenant que sa sœur est gravement malade. À son retour en Israël, elle constate qu'Ihud a été réprimé par les autorités britanniques et elle déménage finalement à Paris, où elle est active dans le mouvement communiste. Quand la police française commence à faire pression sur les communistes, elle s'enfuit à Bruxelles.
Elle est l'experte en chiffrement dans une cellule d'espionnage dirigée par Léopold Trepper sous la fausse identité belge d'Anna Verlinden. En octobre 1941, Zofia Poznańska est envoyée à Bruxelles pour être chiffreuse auprès de l'agent de renseignement soviétique du GRU et opérateur radio Mikhaïl Makarov (en). Zofia Poznańska vit avec la ménagère et coursière Rita Arnould au 101 rue des Atrébates, à Etterbeek, Bruxelles.
Elle est arrêtée par l'officier de l'Abwehr Harry Piepe dans la nuit du 12 au 13 décembre 1941. Zofia Poznańska est l'une des premières à être arrêtée par l'Abwehr. Elle se suicide par pendaison le 29 septembre 1942 à la prison de Saint-Gilles à Bruxelles pour que le code qu'on lui a confié ne soit pas déchiffré par les Allemands,. Cependant, son sacrifice est en grande partie vain, car Wilhelm Vauck (en), cryptographe principal de la Funkabwehr réussit à reconstituer à partir des indices fournis par plusieurs morceaux de papier découverts dans la maison, que le code utilise un chiffrement de message basé sur un chiffrement en damier dont la clef se trouve être un livre, une forme de chiffrement par substitution. Rita Arnould qui a été arrêtée par l'Abwehr le même jour, révèle que les agents lisaient régulièrement les mêmes livres, ce qui permet aux allemands d'identifier le livre qui a servi de clef au chiffrement comme étant Le miracle du Professeur Wolmar de Guy de Téramond, un obscur roman de 1910.

## Héritage
En 2003, l'écrivaine israélienne Yehudit Kafri publie un roman biographique sur Zofia Poznańska, Zosha: From the Jezreel Valley to the Red Orchestra publié plus tard en Pologne en traduction anglaise par Anne Hartstein Pace et republié sous le nom de Codename : Zosha. Yehudit Kafri écrit dans la préface : « Les personnages de cette histoire ne sont pas fictifs. Quant à leurs actions, pensées et sentiments - certains se sont produits et d'autres auraient pu se produire » Elle dédie la traduction anglaise à Anna Orgal, décédée dans l' attentat à la bombe contre un bus de la place Davidka en 2003.
Zofia Poznańska est enterrée dans une fosse commune à Saint-Gilles, en Belgique, où une pierre tombale portant l'inscription Résistante, avec son nom, a été érigée en 1985. En Israël, un bosquet lui est dédié en 1983 dans la forêt d'Eshtaol, et elle a reçu à titre posthume la Médaille des Combattants contre les nazis.